# 帕什基夫
51°11′20″N 32°42′40″E / 51.18889°N 32.71111°E
帕什基夫（烏克蘭語：Пашків），是烏克蘭北部的村莊，隸屬切爾尼希夫州的尼任區。該村始建於1920年，面積0.027平方公里，海拔高度136米，2006年人口60，人口密度每平方公里2,222人。